# Portada/efemèride desembre 6
Ralph Baer
« 5 de desembre · 6 de desembre · 7 de desembre »